# 沪蓉西高速公路
最初是作为“沪蓉高速公路”规划的一部分，以“湖北省沪蓉西高速公路”的项目名实施建设，因此简称“沪蓉西高速”，调整规划后被纳入“沪渝高速公路”。东起宜昌长江公路大桥，途经宜都市、长阳土家族自治县、巴东县、建始县、恩施市、利川市，终点为鄂渝交界的鱼泉口，全长约325公里，估算总投资204.52亿元人民币，其中宜昌至恩施段132.44亿元，恩施至利川段约72亿元。于2004年8月20日开工建设，是当时湖北省投资最大、工程最为艰巨、地质最为复杂、建设周期最长的高速公路工程，也是当时中国建设难度最大的高速公路项目之一，全线于2010年4月18日正式通车。

## 工程规模
主线采用四车道全封闭高速公路标准建设，沥青混凝土路面，设计行车速度80公里/小时，整体式路基宽24.5米、分离式路基宽12.5米；隧道净宽9.75米（恩利段加宽0.5米）、净高5米；整体式桥梁净宽24米、分离式桥梁宽11.5米。全线共设桥梁370座、总长度196.6公里，其中高墩大跨桥梁49座，100米以上的达到22座；隧道46座、总长度7万多米，其中特长隧道10座。全线桥隧比达到52.1%（其中宜恩段达60.1%）。

## 宜长段
全长16.452公里，起于宜昌长江公路大桥南岸接线，止于长阳县龙舟坪镇白氏坪村。全线共有桥梁36座，总长3710.5延米；隧道4座，总长3920延米，桥隧比占47.3％。共设互通式立交2处，项目概算总投资9.1亿元人民币。设计单位为湖北省交通规划设计院，监理单位为中铁第四勘察设计院；由湖北路桥集团、四川路桥集团、中国路桥集团、水电七局、中铁十八局、中铁十一局四处、中铁隧道集团、浙江隧道公司等单位承担路基施工；路面施工由长江路桥公司承担。于2003年3月28日开工，2005年12月26日通过交工验收，12月30日通车试运营。

## 宜恩段
不含宜长段全长181.325公里。设有隧道27座，总长53125.3米。设计单位为湖北省交通规划设计院、中交第二公路勘察设计研究院；1-15标段分别由中铁十二局第四工程有限公司、路桥集团第一公路工程局、中国铁路工程总公司、云南第二公路桥梁公司、中铁十一局集团、东北煤建总公司、路桥集团第一公路工程局第一工程公司、新疆昆仑路港工程公司、中铁十九局第二工程公司、中铁十四局集团、湖北长江路桥股份有限公司、辽宁省路桥建设一公司、中铁十七局第二工程公司、湖北路桥公司、中铁一局第二工程公司、葛洲坝水利水电工程集团、中国铁路工程总公司中标施工；监理单位为湖北省公路水运工程咨询监理公司、湖南金路工程咨询监理有限公司、湖北省公路工程咨询监理中心、铁二院工程监理咨询公司。于2004年8月20日正式开工建设。

### 白氏坪—高家堰
全长39公里，2007年12月27日完成交工验收，12月31日通车试运营。

### 高家堰—贺家坪
全长18.55公里，2009年10月28日通车试运营。

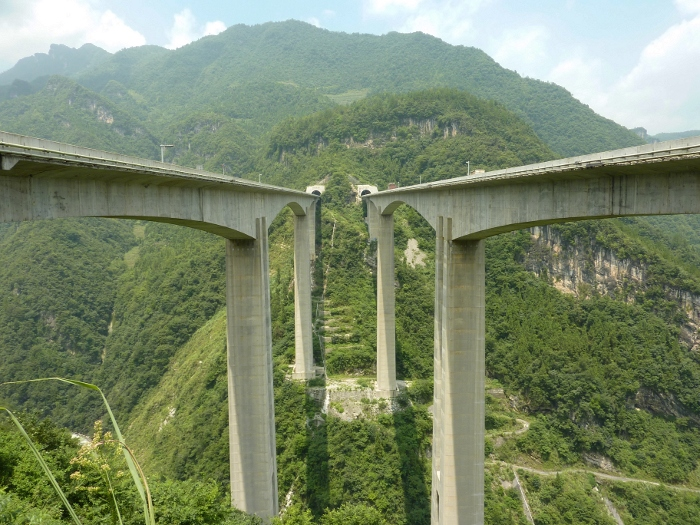
魏家洲大桥

#### 魏家洲大桥
位于长阳土家族自治县高家堰镇魏家洲村，桥位分幅，左右幅轴线距离50米。桥梁上部结构孔布置为40+110+200+110+2×40米，主桥为110+200+110米三跨预应力混凝土连续刚构，主桥箱梁设计为单箱单室直腹式断面，顶宽12.5米，底宽6.5米，箱梁支点梁高为12米，跨中梁高3.5米。左幅起讫桩号为ZK45+973.20~ZK46+514.80，右幅起讫桩号为YK45+958.30~YK46+512.00。桥梁下部结构为：2#、3#主墩为钢筋混凝土双薄壁墩，墩高分别为99米、108米，双壁中距10.2米，每个主墩由两片横桥向顶宽8.5米，顺桥向顶厚3.8米的箱形截面空心墩组成（纵横向各带1/100坡）；主墩承台为19.6×14.4×5米钢筋混凝土结构，体积1411.2立方米，基础为12个直径2.5米的人工挖孔灌注桩，桩基深度49~63米。1#过渡墩高19米、26.2米，4#过渡墩高48.5米、35米，为钢筋混凝土空心墩，承台厚3.0米，基础为6个直径1.8米人工挖孔灌注桩，桩基长20~25米。5#引桥桥墩高34.1米、36.1米，为钢筋混凝土Y型墩，基础为4个直径1.8米人工挖孔灌注桩，桩基长20米。
桥面距地面高度220米，是世界桥面高度最高的桥梁之一。由云南第二路桥公司承建，于2009年4月27日贯通。

#### 渔泉溪隧道
原名“夹活岩隧道”。起于长阳土家族自治县高家堰镇魏家洲村，止于贺家坪镇白凡池村。左线里程ZK46+512~ZK51+645，全长5126米；右线里程YK46+512~YK51+756，全长5244米。设计平均高程525米，最大埋深约800米，采用1.98%单向纵坡，平曲线最小半径920米，设置通风竖井一处，直径8米，井深380米（地上15米、地下365米）。隧道为上下行分离式双向四车道高速公路特长隧道，左右洞轴线间距为50米，设计行车速度80公里/小时。于2006年8月9日全线贯通。

### 贺家坪—野三关
2009年11月15日通车试运营。

#### 金龙隧道
原名“龙潭隧道”。位于长阳土家族自治县境内，是沪蓉西高速全线最长的隧道，也是当时中国第三长、独头掘进里程最长、湖北省最长的公路隧道。左线里程桩号ZK65+515~ZK74+209，全长8694米；右线里程桩号YK65+515~YK74+114，全长8599米，平均海拔为933米。为上下行分离式双洞四车道隧道，双洞中线间距50米，进口位于贺家坪镇，出口位于榔坪镇。采用1.5%的单向纵坡，最大埋深500米，设计行车速度80公里/小时，采用混凝土路面。隧道净宽10.72米，净高6.9米；建筑限界为9.75×5.0米，其中行车道宽2×3.75米，两侧各设0.5米路缘带及0.25米侧向余宽，左侧设0.75米宽检修道。隧道内每隔约500米设置一处行车横洞，横洞与主洞夹角为70°，汽车转弯半径15米；行车横洞净宽4.5米，净高5.8米。行人横洞设置间距约250米，与主洞垂直，净宽2.0米，净高2.5米。
中铁十九局负责隧道进口段施工，中铁十四局负责隧道出口段施工，于2004年8月开工建设，2008年9月5日右洞贯通，2009年12月7日左洞贯通，2010年1月18日全线双向通车。

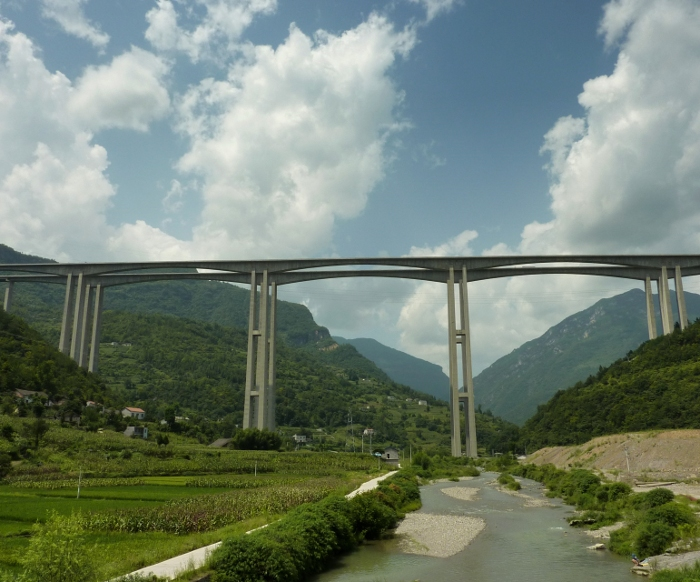
龙潭河大桥

#### 龙潭河大桥
位于长阳土家族自治县榔坪镇，为一座T型刚构桥，主桥全长812米，有六个桥墩高度在百米以上，其中7号墩高达178米，为当时世界梁式桥最高墩。加上墩上箱梁高度，桥面距地面高度达到190米。2007年3月28日左幅7号墩封顶。
桥面距地面高度197米，是世界桥面高度最高的桥梁之一。

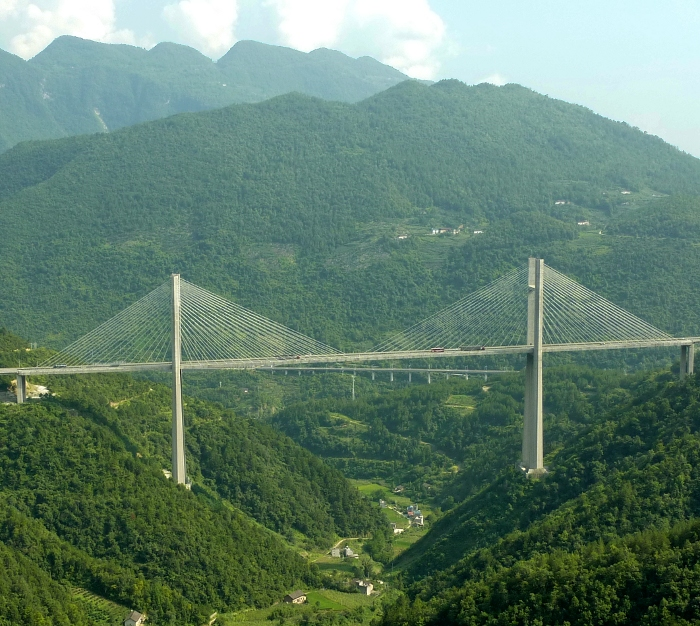
铁罗坪大桥

#### 铁罗坪大桥
桥面距地面高度209米，是世界桥面高度最高的桥梁之一。

#### 野三关隧道
2007年5月30日右线贯通。

### 野三关—高坪
全长25.692公里，2009年10月28日通车试运营。

#### 香炉山隧道
2007年12月12日贯通。

### 高坪—吉心
起于建始县高坪镇，途经红岩寺镇、崔家坝镇，止于恩施市龙凤镇吉心村，全长64.35公里。共有桥梁74座，单幅20.2公里，隧道6座，单幅5.48公里，桥隧比例为45%，设计行车时速80公里，投资25.9亿元。2008年6月18日通车试运营。

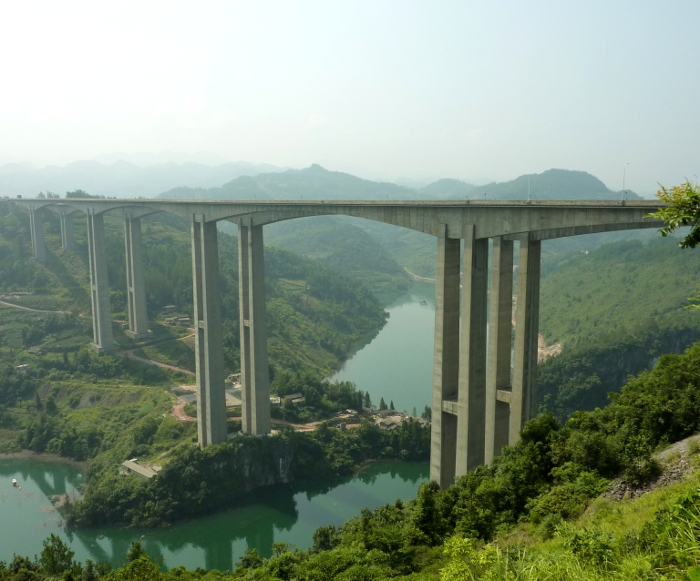
马水河大桥

#### 马水河大桥
2007年10月30日右幅合龙。
桥面距地面高度219米，是世界桥面高度最高的桥梁之一。

## 恩利段
全长122.4公里。全线共有桥梁81座，其中特大桥2座；隧道14座，其中特长隧道2座；全线桥隧比42.3%。于2006年1月18日开工兴建。

### 吉心—七里坪
全长10.414公里，2009年2月4日通车试运营。

### 七里坪—白羊塘
全长111.99公里，2009年12月19日通车试运营。

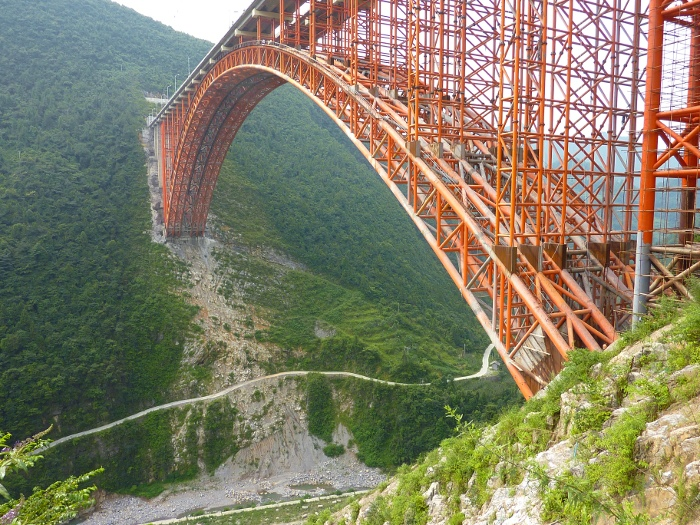
小河大桥

#### 小河大桥
2009年4月23日钢管拱合龙。
桥面距地面高度208米，是世界桥面高度最高的桥梁之一。

#### 云雾山隧道
原名“乌池坝隧道”。位于恩施土家族苗族自治州境内，起于恩施市白果乡乌池坝村，止于利川市团堡镇白腊山村。为上下行分离式双洞四车道高速公路隧道，左线长6708米，右线长6713米，为沪蓉西高速公路第二长隧道。设计行车速度80公里/小时，建筑限界采用10.25×5.0米。隧道左右线中线间距为35米，最大埋深约480米。
出口段由中交四航局承建，其中左洞长3238米，右洞长3250米。于2006年1月18日开工，2008年3月9日出口段左洞完工，4月12日出口段右洞完工。进口段由中铁十七局四公司承建，其中左洞长3463米，右洞长3438米，纵坡为+1.8%，采用“新奥法”施工。于2008年10月8日全线贯通。

## 沿线设施列表

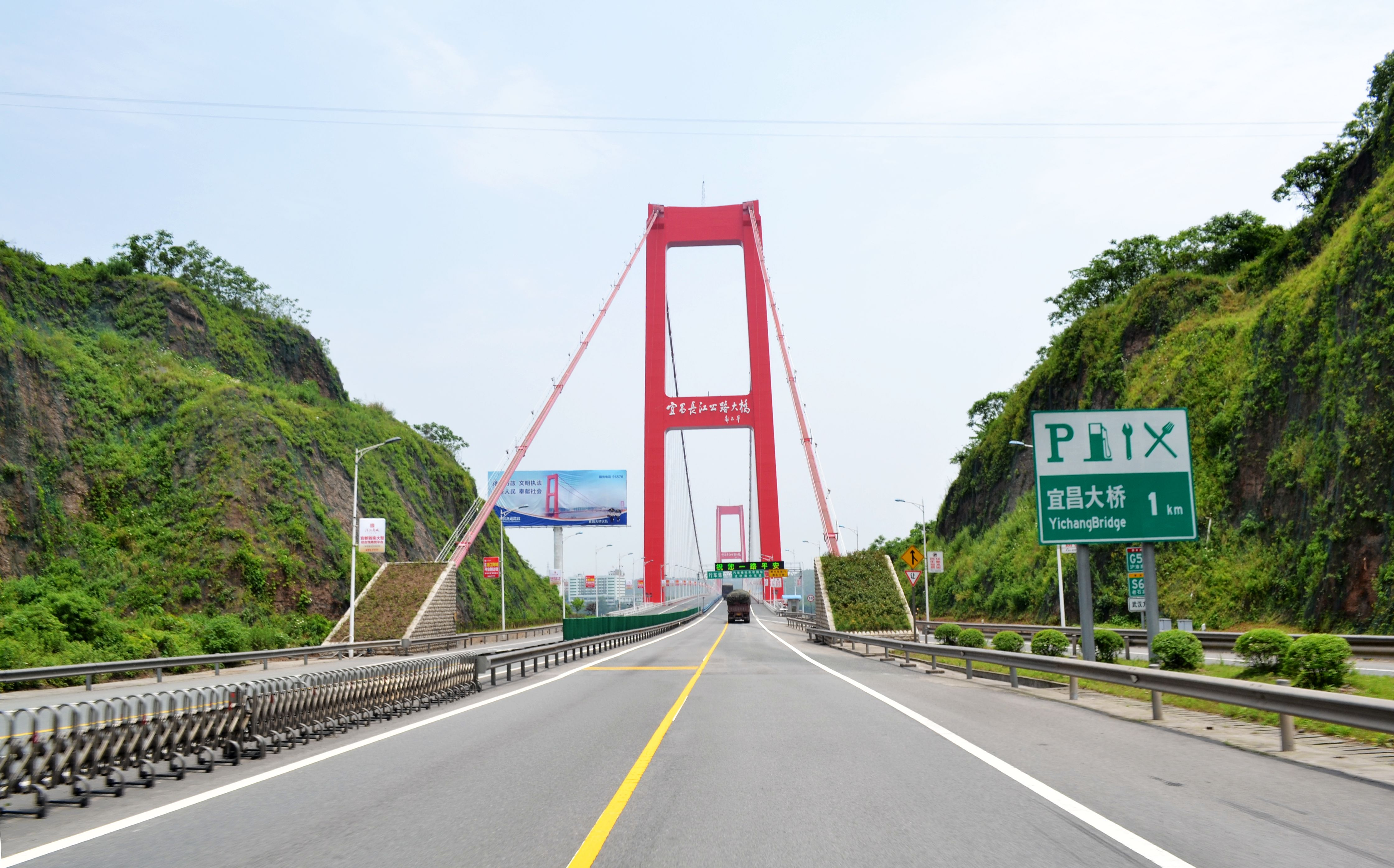
宜昌长江公路大桥

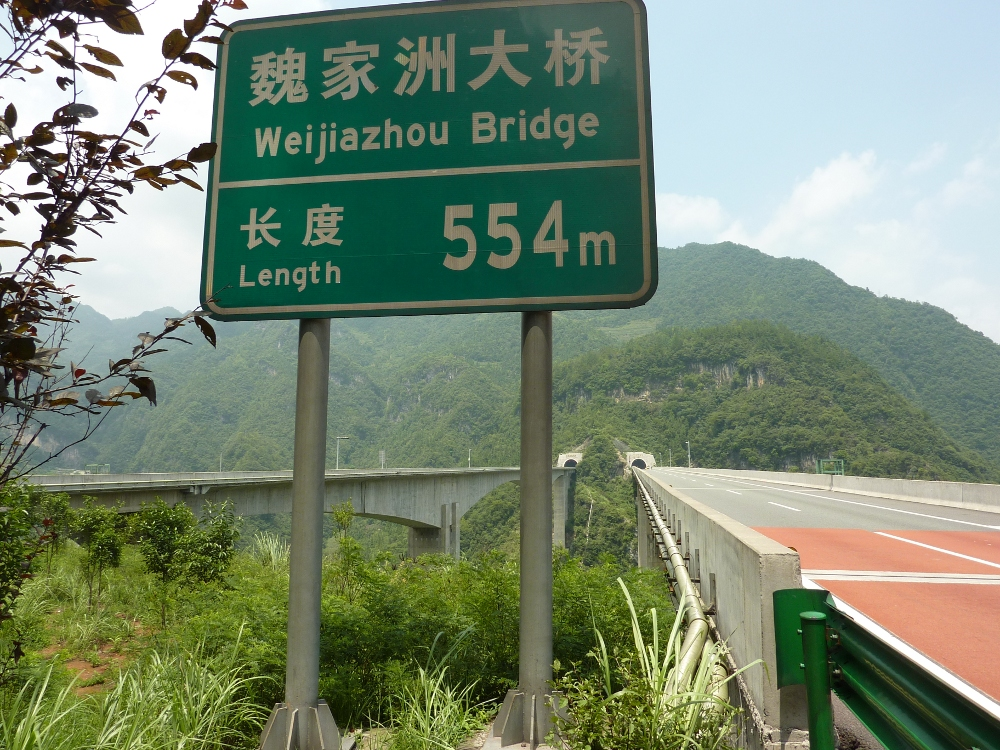
魏家洲大桥路牌

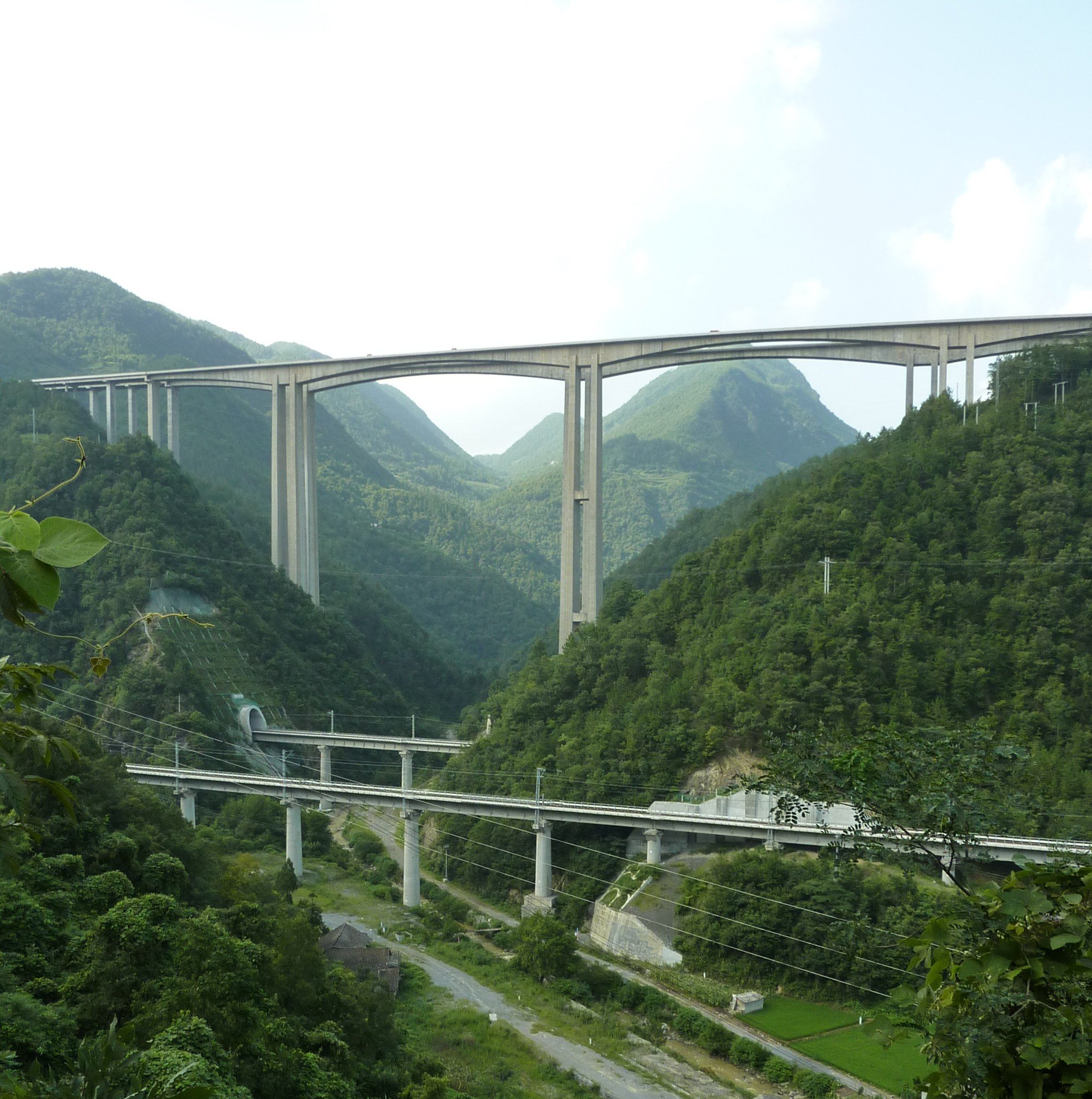
双河口大桥

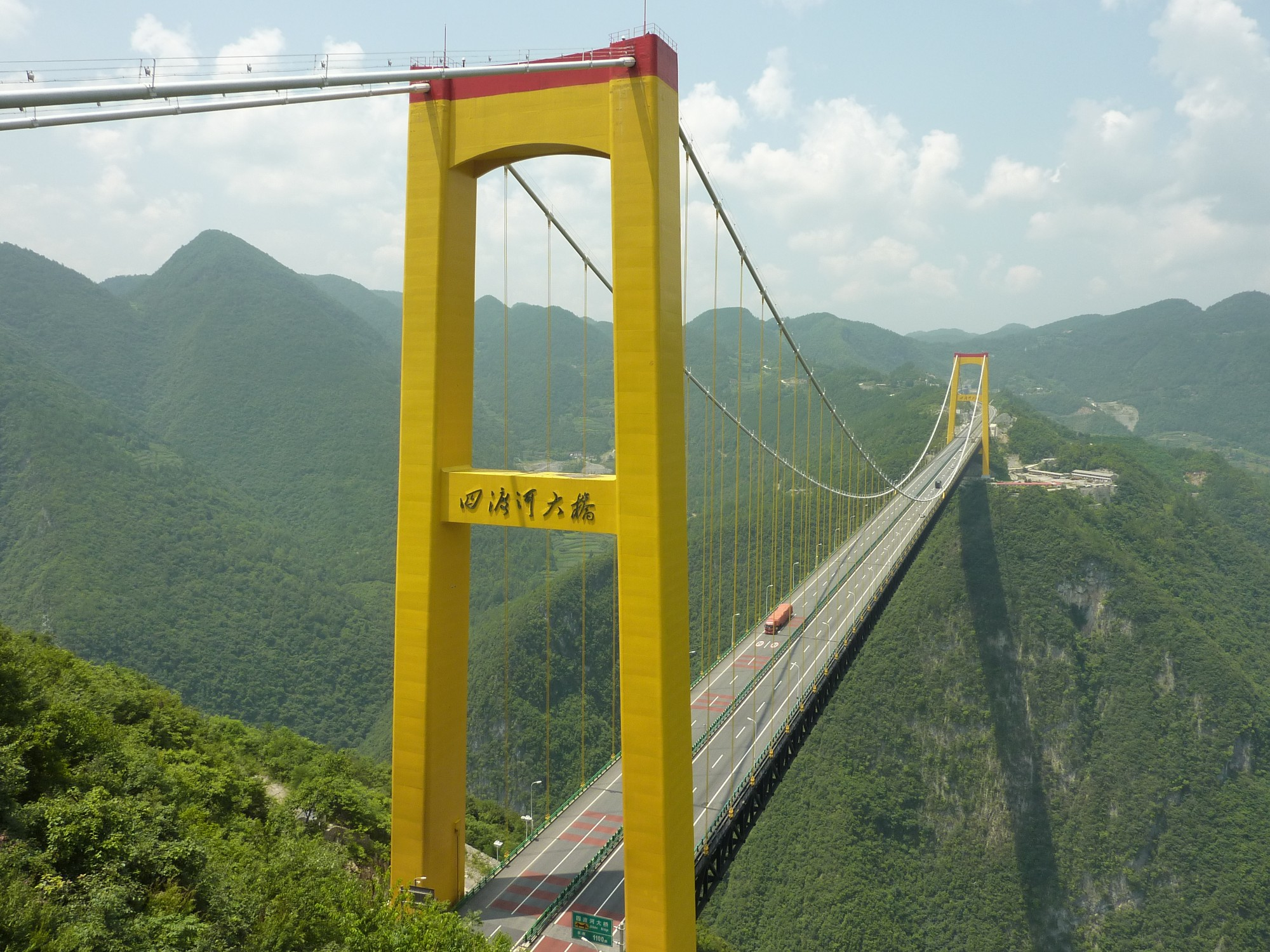
四渡河大桥

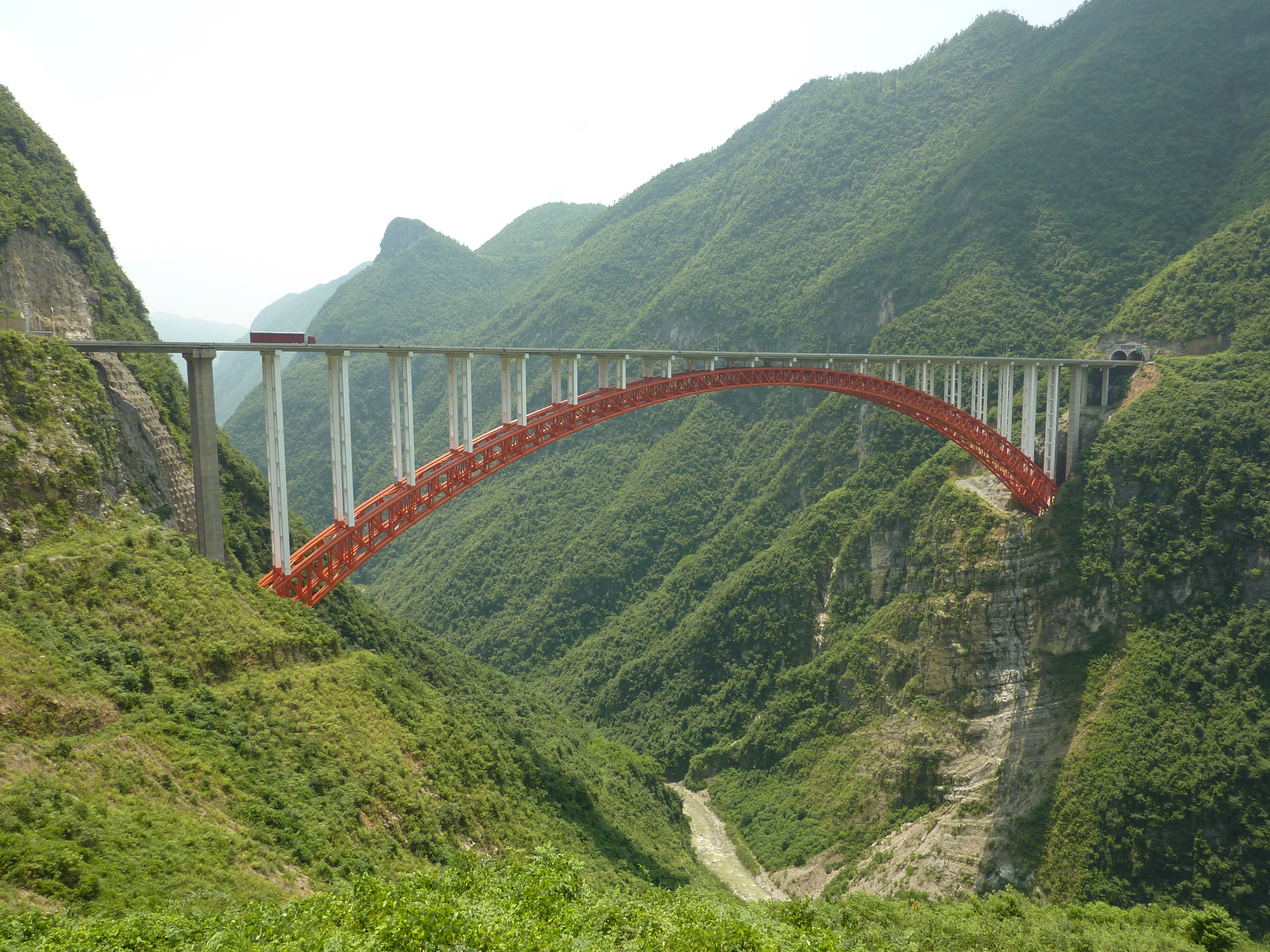
支井河大桥

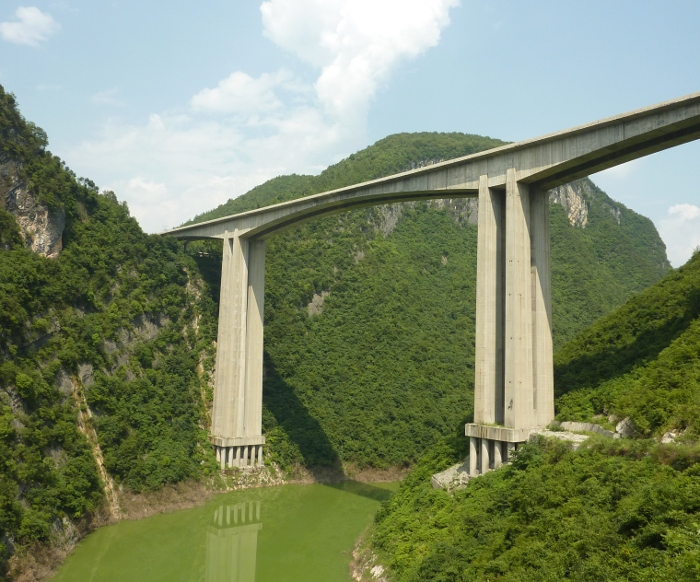
野三河大桥

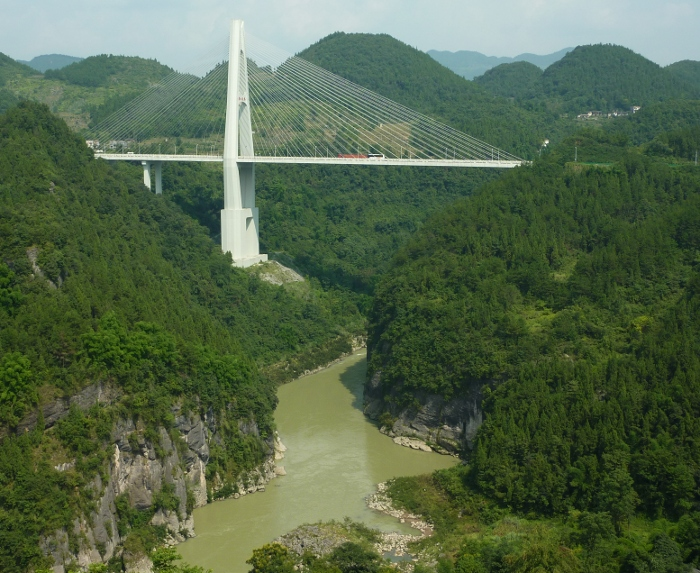
清江大桥

| 地区                                                                                         | 里程     | 类型                              | 名称             | 连接                | 说明       |
| -------------------------------------------------------------------------------------------- | -------- | --------------------------------- | ---------------- | ------------------- | ---------- |
| 县界                                                                                         | 1180     | 河流 · 桥梁                       | 宜昌长江公路大桥 | 汉宜高速            | 跨长江     |
| 湖北省 宜昌市 宜都市                                                                         | 1181     | 出入口                            | 宜昌桥南         | 318国道             |            |
| 湖北省 宜昌市 宜都市                                                                         | 1182/56  | 枢纽                              | 翻坝桥南         | 翻坝高速 宜华高速   |            |
| 湖北省 宜昌市 宜都市                                                                         |          | 隧道                              | 殷家岩隧道       | 殷家岩隧道          |            |
| 湖北省 宜昌市 宜都市                                                                         |          | 隧道                              | 章家槽隧道       | 章家槽隧道          |            |
| 湖北省 宜昌市 宜都市                                                                         |          | 隧道                              | 白岩溪隧道       | 白岩溪隧道          |            |
| 县界                                                                                         |          | 隧道                              | 女娘山隧道       | 女娘山隧道          |            |
| 湖北省 宜昌市 长阳土家族自治县                                                               | 1197     | 出入口                            | 长阳             | 318国道             |            |
| 湖北省 宜昌市 长阳土家族自治县                                                               |          | 隧道                              | 刘家坳隧道       | 刘家坳隧道          |            |
| 湖北省 宜昌市 长阳土家族自治县                                                               |          | 隧道                              | 王子石隧道       | 王子石隧道          |            |
| 湖北省 宜昌市 长阳土家族自治县                                                               |          | 隧道                              | 百步垭隧道       | 百步垭隧道          |            |
| 湖北省 宜昌市 长阳土家族自治县                                                               | 1213     | 停车场 · 加油设施 · 修车站 · 餐厅 | 高家堰服务区     | 高家堰服务区        |            |
| 湖北省 宜昌市 长阳土家族自治县                                                               |          | 隧道                              | 父子关隧道       | 父子关隧道          |            |
| 湖北省 宜昌市 长阳土家族自治县                                                               | 1219     | 出入口                            | 高家堰           | 318国道             |            |
| 湖北省 宜昌市 长阳土家族自治县                                                               |          | 隧道                              | 扁担垭隧道       | 扁担垭隧道          |            |
| 湖北省 宜昌市 长阳土家族自治县                                                               |          | 河流 · 桥梁                       | 魏家洲大桥       | 魏家洲大桥          |            |
| 湖北省 宜昌市 长阳土家族自治县                                                               |          | 隧道                              | 渔泉溪隧道       | 渔泉溪隧道          |            |
| 湖北省 宜昌市 长阳土家族自治县                                                               |          | 隧道                              | 朱家岩隧道       | 朱家岩隧道          |            |
| 湖北省 宜昌市 长阳土家族自治县                                                               | 1237     | 出入口                            | 贺家坪           | 318国道             |            |
| 湖北省 宜昌市 长阳土家族自治县                                                               |          | 隧道                              | 长岭一号隧道     | 长岭一号隧道        |            |
| 湖北省 宜昌市 长阳土家族自治县                                                               |          | 隧道                              | 长岭二号隧道     | 长岭二号隧道        |            |
| 湖北省 宜昌市 长阳土家族自治县                                                               |          | 隧道                              | 金龙隧道         | 金龙隧道            |            |
| 湖北省 宜昌市 长阳土家族自治县                                                               | 1262     | 停车场 · 飲料小吃                 | 榔坪停车区       | 榔坪停车区          | 仅上海方向 |
| 湖北省 宜昌市 长阳土家族自治县                                                               | 1268     | 出入口                            | 榔坪             | 318国道（凤凰大道） |            |
| 湖北省 宜昌市 长阳土家族自治县                                                               |          | 桥梁                              | 龙潭河大桥       | 龙潭河大桥          |            |
| 湖北省 宜昌市 长阳土家族自治县                                                               |          | 隧道                              | 榔坪隧道         | 榔坪隧道            |            |
| 湖北省 宜昌市 长阳土家族自治县                                                               |          | 桥梁                              | 铁罗坪大桥       | 铁罗坪大桥          |            |
| 湖北省 宜昌市 长阳土家族自治县                                                               |          | 隧道                              | 关口垭隧道       | 关口垭隧道          |            |
| 湖北省 宜昌市 长阳土家族自治县                                                               |          | 桥梁                              | 双河口大桥       | 双河口大桥          |            |
| 湖北省 恩施土家族苗族自治州 巴东县                                                           |          | 隧道                              | 八字岭隧道       | 八字岭隧道          |            |
| 湖北省 恩施土家族苗族自治州 巴东县                                                           |          | 河流 · 桥梁                       | 四渡河大桥       | 四渡河大桥          |            |
| 湖北省 恩施土家族苗族自治州 巴东县                                                           |          | 隧道                              | 野三关隧道       | 野三关隧道          |            |
| 湖北省 恩施土家族苗族自治州 巴东县                                                           | 1288     | 出入口                            | 巴东             | 芙蓉大道            |            |
| 湖北省 恩施土家族苗族自治州 巴东县                                                           | 1293     | 停车场 · 加油设施 · 修车站 · 餐厅 | 野三关服务区     | 野三关服务区        |            |
| 湖北省 恩施土家族苗族自治州 巴东县                                                           |          | 隧道                              | 张家冲隧道       | 张家冲隧道          |            |
| 湖北省 恩施土家族苗族自治州 巴东县                                                           |          | 隧道                              | 米汤山隧道       | 米汤山隧道          |            |
| 湖北省 恩施土家族苗族自治州 巴东县                                                           |          | 隧道                              | 漆树槽隧道       | 漆树槽隧道          |            |
| 湖北省 恩施土家族苗族自治州 巴东县                                                           |          | 河流 · 桥梁                       | 支井河大桥       | 支井河大桥          |            |
| 湖北省 恩施土家族苗族自治州 巴东县                                                           |          | 隧道                              | 庙垭隧道         | 庙垭隧道            |            |
| 湖北省 恩施土家族苗族自治州 巴东县                                                           |          | 隧道                              | 香炉山隧道       | 香炉山隧道          |            |
| 湖北省 恩施土家族苗族自治州 巴东县                                                           |          | 隧道                              | 葛耳山隧道       | 葛耳山隧道          |            |
| 县界                                                                                         |          | 河流 · 桥梁                       | 野三河大桥       | 野三河大桥          |            |
| 湖北省 恩施土家族苗族自治州 建始县                                                           | 1316     | 出入口                            | 高坪             | 318国道             |            |
| 湖北省 恩施土家族苗族自治州 建始县                                                           |          | 隧道                              | 红岩寺隧道       | 红岩寺隧道          |            |
| 湖北省 恩施土家族苗族自治州 建始县                                                           | 1336     | 出入口                            | 建始             | 大桥路              |            |
| 湖北省 恩施土家族苗族自治州 恩施市                                                           |          | 隧道                              | 崔坝隧道         | 崔坝隧道            |            |
| 湖北省 恩施土家族苗族自治州 恩施市                                                           | 1343     | 停车场 · 加油设施 · 修车站 · 餐厅 | 崔坝服务区       | 崔坝服务区          |            |
| 湖北省 恩施土家族苗族自治州 恩施市                                                           |          | 隧道                              | 付家坡隧道       | 付家坡隧道          |            |
| 湖北省 恩施土家族苗族自治州 恩施市                                                           |          | 河流 · 桥梁                       | 马水河大桥       | 马水河大桥          |            |
| 湖北省 恩施土家族苗族自治州 恩施市                                                           |          | 隧道                              | 大水井隧道       | 大水井隧道          |            |
| 湖北省 恩施土家族苗族自治州 恩施市                                                           |          | 枢纽                              |                  | 安来高速            |            |
| 湖北省 恩施土家族苗族自治州 恩施市                                                           | 1362     | 停车场 · 飲料小吃                 | 朝阳坡停车区     | 朝阳坡停车区        |            |
| 湖北省 恩施土家族苗族自治州 恩施市                                                           |          | 隧道                              | 沈金淌隧道       | 沈金淌隧道          |            |
| 湖北省 恩施土家族苗族自治州 恩施市                                                           |          | 隧道                              | 石柱槽隧道       | 石柱槽隧道          |            |
| 湖北省 恩施土家族苗族自治州 恩施市                                                           | 1378     | 出入口                            | 恩施东           | 318国道             |            |
| 湖北省 恩施土家族苗族自治州 恩施市                                                           | 1388     | 出入口                            | 恩施             | 七里大道、金凤大道  |            |
| 湖北省 恩施土家族苗族自治州 恩施市                                                           | 1396     | 停车场 · 加油设施 · 修车站 · 餐厅 | 恩施服务区       | 恩施服务区          |            |
| 湖北省 恩施土家族苗族自治州 恩施市                                                           |          | 河流 · 桥梁                       | 清江大桥         | 清江大桥            | 跨清江     |
| 湖北省 恩施土家族苗族自治州 恩施市                                                           | 1398     | 出入口                            | 恩施西           | 209国道             |            |
| 湖北省 恩施土家族苗族自治州 恩施市                                                           |          | 隧道                              | 谭家坝隧道       | 谭家坝隧道          |            |
| 湖北省 恩施土家族苗族自治州 恩施市                                                           | 1402/400 | 枢纽                              | 罗针田枢纽       | 安来高速            |            |
| 湖北省 恩施土家族苗族自治州 恩施市                                                           |          | 隧道                              | 马尾井隧道       | 马尾井隧道          |            |
| 湖北省 恩施土家族苗族自治州 恩施市                                                           |          | 隧道                              | 猪草湾隧道       | 猪草湾隧道          |            |
| 湖北省 恩施土家族苗族自治州 恩施市                                                           |          | 桥梁                              | 三岔口大桥       | 三岔口大桥          |            |
| 湖北省 恩施土家族苗族自治州 恩施市                                                           |          | 桥梁                              | 安家堡大桥       | 安家堡大桥          |            |
| 湖北省 恩施土家族苗族自治州 恩施市                                                           | 1422     | 出入口                            | 白果坝           | 恩利路              |            |
| 湖北省 恩施土家族苗族自治州 恩施市                                                           |          | 隧道                              | 岩湾隧道         | 岩湾隧道            |            |
| 湖北省 恩施土家族苗族自治州 恩施市                                                           |          | 桥梁                              | 小河大桥         | 小河大桥            |            |
| 湖北省 恩施土家族苗族自治州 恩施市                                                           |          | 隧道                              | 薛湾一号隧道     | 薛湾一号隧道        |            |
| 湖北省 恩施土家族苗族自治州 恩施市                                                           |          | 隧道                              | 薛湾二号隧道     | 薛湾二号隧道        |            |
| 市界                                                                                         |          | 隧道                              | 云雾山隧道       | 云雾山隧道          |            |
| 湖北省 恩施土家族苗族自治州 利川市                                                           |          | 隧道                              | 齐心坪隧道       | 齐心坪隧道          |            |
| 湖北省 恩施土家族苗族自治州 利川市                                                           |          | 隧道                              | 把水寺隧道       | 把水寺隧道          |            |
| 湖北省 恩施土家族苗族自治州 利川市                                                           |          | 隧道                              | 柴家湾隧道       | 柴家湾隧道          |            |
| 湖北省 恩施土家族苗族自治州 利川市                                                           |          | 隧道                              | 白果坝一号隧道   | 白果坝一号隧道      |            |
| 湖北省 恩施土家族苗族自治州 利川市                                                           | 1444     | 停车场 · 飲料小吃                 | 白果坝停车区     | 白果坝停车区        |            |
| 湖北省 恩施土家族苗族自治州 利川市                                                           |          | 隧道                              | 白果坝二号隧道   | 白果坝二号隧道      |            |
| 湖北省 恩施土家族苗族自治州 利川市                                                           |          | 隧道                              | 寒坡岭隧道       | 寒坡岭隧道          |            |
| 湖北省 恩施土家族苗族自治州 利川市                                                           | 1456     | 出入口                            | 利川             | 腾龙大道            |            |
| 湖北省 恩施土家族苗族自治州 利川市                                                           |          | 枢纽                              |                  | 利咸高速            |            |
| 湖北省 恩施土家族苗族自治州 利川市                                                           | 1466/0   | 枢纽                              | 利川西           | 恩广高速            |            |
| 湖北省 恩施土家族苗族自治州 利川市                                                           | 1475     | 停车场 · 飲料小吃                 | 凉雾停车区       | 凉雾停车区          |            |
| 湖北省 恩施土家族苗族自治州 利川市                                                           | 1477     | 出入口                            | 汪营             | 350国道             |            |
| 湖北省 恩施土家族苗族自治州 利川市                                                           | 1485     | 停车场 · 飲料小吃                 | 付家坝停车区     | 付家坝停车区        |            |
| 湖北省 恩施土家族苗族自治州 利川市                                                           |          | 隧道                              | 转角塘隧道       | 转角塘隧道          |            |
| 湖北省 恩施土家族苗族自治州 利川市                                                           |          | 隧道                              | 齐岳山一号隧道   | 齐岳山一号隧道      |            |
| 湖北省 恩施土家族苗族自治州 利川市                                                           |          | 隧道                              | 齐岳山二号隧道   | 齐岳山二号隧道      |            |
| 湖北省 恩施土家族苗族自治州 利川市                                                           | 1498     | 停车场 · 加油设施 · 修车站 · 餐厅 | 白羊塘服务区     | 白羊塘服务区        |            |
| 鄂渝界                                                                                       | 1498     | 地界                              | 省界             | 石忠高速            |            |
| 1.000 英里 = 1.609 千米；1.000 千米 = 0.621 英里 并行路段 • 已关闭／取消 • 限制进入 • 未开放 |          |                                   |                  |                     |            |